# Жур у Магделанду
„Жур у Магделанду” је југословенски ТВ филм из 1968. године. Режирао га је Јоаким Марушић а сценарио је написао Алојз Мајетић.

## Улоге
| Глумац             | Улога |
| ------------------ | ----- |
| Јагода Антунац     |       |
| Зденка Анушић      |       |
| Ратко Буљан        |       |
| Борис Фестини      |       |
| Ана Карић          |       |
| Стево Крњајић      |       |
| Ива Марјановић     |       |
| Борис Михољевић    |       |
| Драган Миливојевић |       |